# Clelea fusca
Clelea fusca es una especie de polilla de la familia Zygaenidae.
Fue descrita científicamente por Leech en 1888.